# Gran Montaña de Cobre de Falun
La Gran Montaña de Cobre de Falun (en sueco: Stora Kopparberget) era una mina de cobre ubicada en la ciudad de Falun, en Suecia, que operó durante un milenio, desde el siglo X hasta 1992. Por ejemplo, durante el período de gran poder de Suecia, en el siglo XVII, llegó a producir dos tercios de las necesidades de cobre de Europa y ayudó a financiar muchas de las guerras de Suecia en ese tiempo. Los avances tecnológicos en la mina tuvieron una profunda influencia sobre la minería a nivel mundial a lo largo de dos siglos, siendo en el siglo XVII el mayor productor del mundo. En 2001 la mina fue declarada Patrimonio de la Humanidad por la Unesco, puesto que desempeñó un papel importante en el mundo, siendo musealizada.

## Historia
No hay registros escritos que establezcan exactamente cuándo comenzaron las operaciones mineras en la Gran Montaña de Cobre. Estudios arqueológicos y geológicos indican, con una incertidumbre considerable, que lo hicieron alrededor del año 1000, si bien el intervalo de estudio lo data alrededor del año 1080, pero ninguna actividad significativa habría comenzado antes de 850. Han sido encontrados objetos del siglo X. Al principio, las actuaciones fueron de pequeña escala, con los agricultores locales trabajando en la recolección de minerales, fundición y utilizando el metal para las necesidades del hogar.
En la época de Magnus Ladulás, rey de Suecia entre 1275 y 1290, comenzó una explotación de la mina más industrial. Nobles y comerciantes extranjeros que llegaban desde Lübeck se habían hecho cargo de los agricultores. Los comerciantes transportaban y vendían el cobre en Europa, pero también influían en las operaciones y desarrollaron los métodos y la tecnología utilizada para la minería. El primer documento escrito sobre la mina es de 1288. Se registra que, a cambio de una finca, el obispo de Västerås adquirió una participación del 12,5 % en la mina.
A mediados del siglo XIV la mina se había convertido en un recurso nacional vital y una gran parte de los ingresos para el estado de Suecia en los siglos siguientes. El rey Magnus II Eriksson visitó la zona personalmente y redactó una carta para las operaciones mineras, garantizando el interés financiero del soberano.

### Métodos

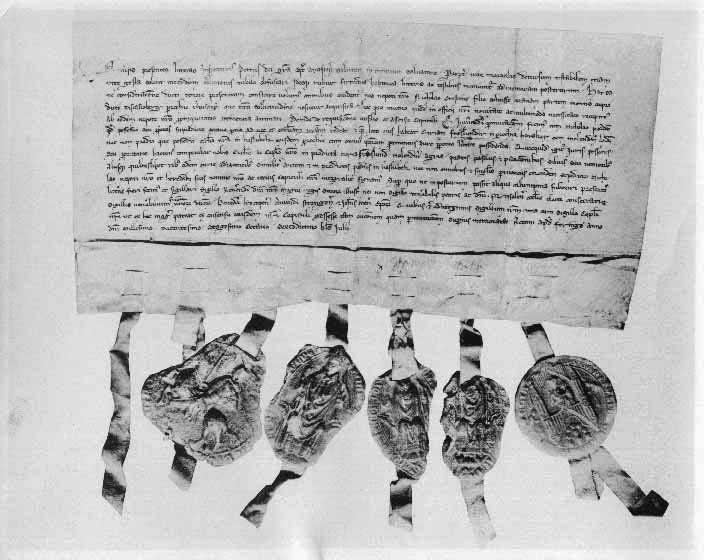
Acción de la mina de Falun, datada en 1288.

El método principal para la extracción de cobre fue el calentamiento de la roca por medio de grandes incendios, conocidos como fuego controlado. Cuando la roca se enfriaba era quebradiza y podía romperse con facilidad, permitiendo que las herramientas manuales, como cuñas y mazas, pudieran ser utilizadas. Después de que el mineral había sido transportado fuera de la mina, era tostado para reducir el contenido de azufre, para luego ser llevado a los hogares. El humo denso y venenoso producido debió ser un rasgo distintivo de la zona de Falun durante siglos. Después de la torrefacción, el mineral se fundía, y como resultado quedaba un material rico en cobre. El ciclo de calcinación y fundición se repetía varias veces hasta que se conseguía el cobre en bruto. Este era el producto final de la mina; la depuración se llevaba a cabo en las refinerías de cobre, ya en otros lugares. Este proceso se utilizó sin ningún cambio importante durante siete siglos, hasta el final del XIX. Es probable que los métodos y la tecnología utilizados para la producción de fuego y el drenaje fueran importados de las minas alemanas, tales como las de las montañas de Harz.

### Mineros libres
La estructura organizativa de la Gran Montaña de Cobre creada en virtud de la carta de 1347 se adelantó a su tiempo. Los mineros conseguían acciones de la empresa proporcionales a su participación en la fundición de cobre. La estructura fue precursora de las modernas sociedades anónimas y de Stora Enso, la sucesora moderna de la vieja empresa minera, que es referida a menudo como la sociedad anónima más antigua en el mundo todavía en funcionamiento, aunque ya en el siglo XXI en su campo de operaciones no está la minería.

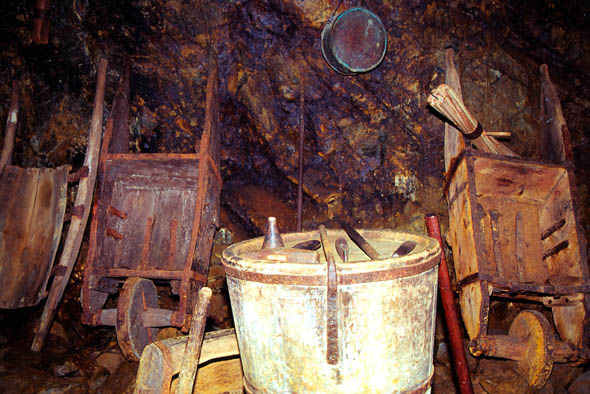
Carretillas y otras herramientas utilizadas para la minería, en la exposición de la mina de Falun.

### Era dorada
En el siglo XVII la capacidad de producción alcanzó su punto máximo. Durante este tiempo las ganancias de la mina se utilizaron para financiar la política expansionista de Suecia en su era de grandeza. El Consejo Privado de Suecia se refirió a la mina como la tesorería de la nación y la fortaleza. El pico de máxima producción se produjo en 1650, con más de 3 000 toneladas de cobre.
En la víspera del verano de 1687 la pared que divide las fosas principales cedió y una significativa porción de la mina se derrumbó. Esto, fácilmente, podría haberse convertido en una gran catástrofe, causando la muerte de cientos de hombres que trabajaban en la mina, pero ocurrió en la víspera del midsummer, uno de los días del año en que los mineros no trabajaban.

### Vida en la mina
La embriaguez era considerada bastante normal para los mineros. Linneo visitó la mina en el siglo XVIII y realizó una vívida descripción de su vida. Relató que los mineros llegaban con escaleras desvencijadas, llenos de sudor que brotaba de sus cuerpos como «agua de un baño». Continuó: «La mina de Falun es una de las grandes maravillas de Suecia, pero tan horrible como el infierno mismo». La descripción de Linneo sobre el entorno en que los mineros trabajaban fue el siguiente: «El hollín y las tinieblas rodean todo el sitio. Piedras, grava, vitriolo corrosivo que gotea, humo, gases, calor, polvo, están por todos lados».
En 1690, Erik Odhelius, un metalúrgico destacado, fue enviado por el rey para estudiar el mercado de metales europeo. Aunque la producción de cobre en la mina de Falun ya había comenzado a declinar para el momento en que hizo su informe, Odhelius escribió algo que no era ningún secreto: «Para la producción de cobre de Suecia siempre ha sido como una madre y, aunque hay muchos lugares dentro y fuera de Europa donde hay algunas extracciones de cobre, no son nada al lado de la abundancia del cobre sueco». Pero para los estándares modernos, la producción no era muy grande. El pico de producción apenas llegó a 3 000 toneladas de cobre, cayendo a menos de 2 000 toneladas en 1665 y para 1720 fue apenas de 1 000 toneladas al año. La producción de cobre mundial a principios del siglo XXI estaba cerca de los 15 millones de toneladas por año.

### Historia moderna
La mina de cobre funcionó oficialmente, al menos, desde mediados de 1200 y hasta el siglo XX.
La producción de cobre fue en declive durante el siglo XVIII y la empresa minera comenzó a diversificarse. Se complementó la extracción de cobre con la de hierro y la de madera. La producción de la icónica pintura rojo de Falun comenzó a realizarse de forma industrial. En el siglo XIX el hierro continuó creciendo en importancia, así como los productos forestales. En 1881 se descubrió oro en la Gran Montaña de Cobre, lo que resultó en una breve fiebre del oro. Un total de 5 toneladas de este metal precioso fueron extraídas. Pero no había escapatoria al hecho de que la mina ya no era económicamente viable. El 8 de diciembre de 1992, se oyó la última explosión en la mina y cesó toda actividad comercial minera. Hoy en día la mina es propiedad de la fundación de Stora Kopparberget que opera el museo y realiza visitas guiadas a la mina.

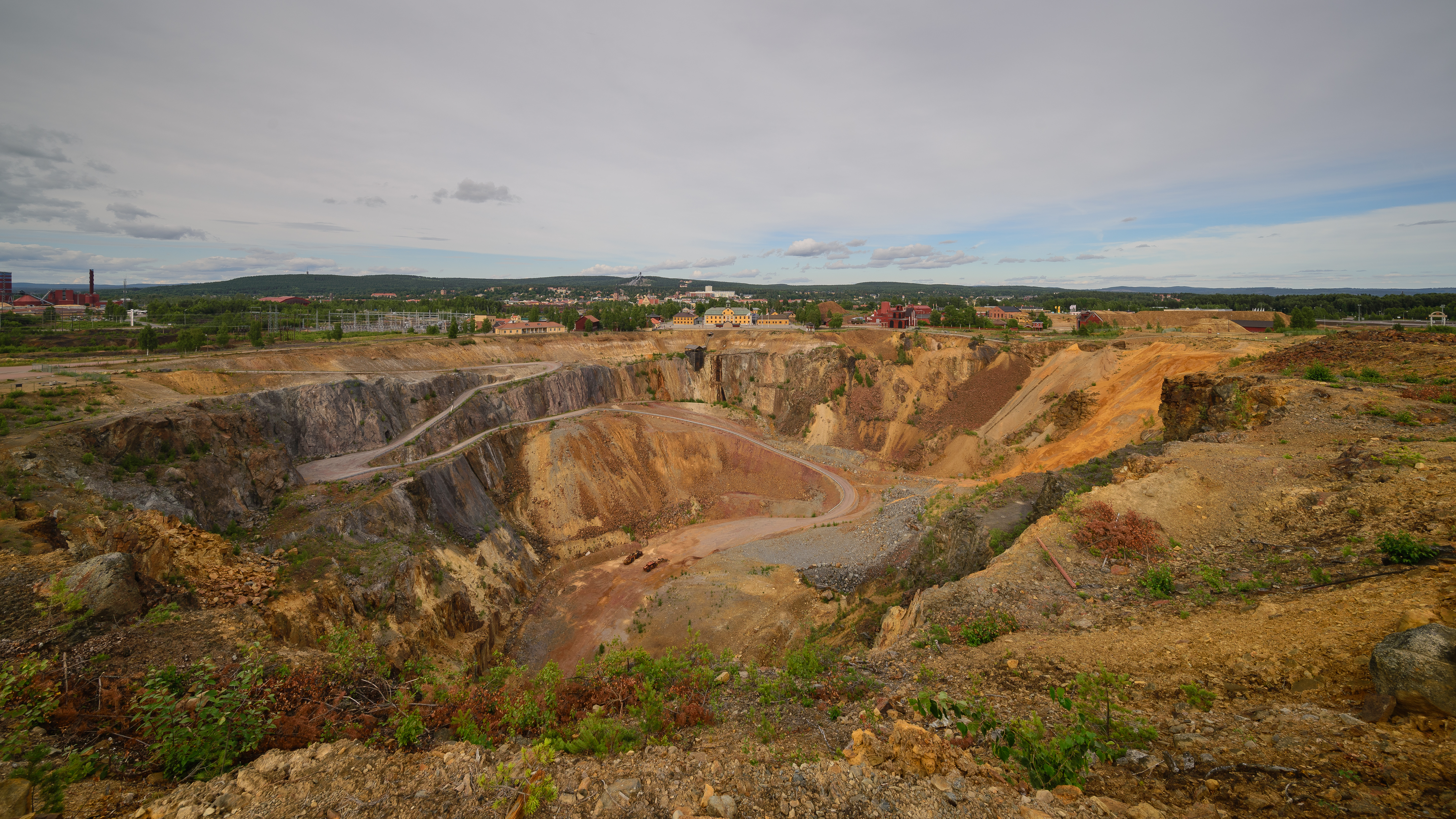
Vista panorámica de la mina. El pozo abierto en 1687 se derrumbó dejando un hueco de cerca de 100 metros de profundidad.

## Contexto geológico

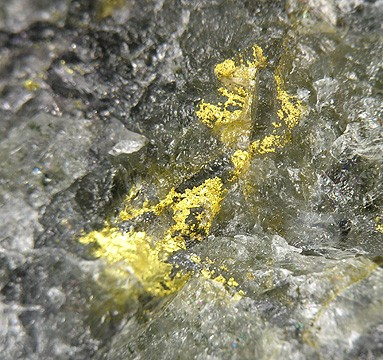
Oro nativo sobre cuarcita y otros minerales, extraído de la mina alrededor de 1925.

La mina Falun está localizada en la parte noroeste de Bergslagen, es un yacimiento de tipo estratiforme de sulfuros y óxidos que se formó durante el Paleoproterozoico. Desde un punto de vista petrológico en Falun se pueden encontrar leptita, micacita y cuarcita, junto con mármol, skarn, intrusiones de cuarzo porfídico y anfibolita. Todas estas rocas han sufrido metamorfismo, perteneciendo a las facies de anfibolitas. La calcopirita es la mena principal del cobre en este yacimiento. Dentro de la mina se explotaron dos yacimientos:
- Yacimiento «duro»: presentaba contenidos altos de oro y cobre, y estaba formado por asociaciones de calcopirita, pirita y esfalerita, que se podían encontrar de manera diseminada o formando vetas, junto con minerales accesorios como pirrotina, magnetita, oro y minerales de bismuto.
- Yacimiento «compacto»: formado por pirita masiva y asociaciones de calcopirita, esfalerita y galena.

Durante más de 700 años, en la mina se extrajeron un total aproximado de 30 millones de toneladas de minerales, 10 millones de estos en los últimos cien años. Las estimaciones para cada uno de los productos son: azufre 3 500 000 toneladas, zinc 500 000 toneladas, cobre 400 000 toneladas, plomo 160 toneladas, plata 380 toneladas y oro 5 toneladas.
La mina de Falun estuvo en explotación hasta el año de 1992, siendo parte de la empresa Stora Kopparberg, pero un estudio de 1991 desaconsejó la continuidad de la explotación por falta de nuevos filones rentables. Esto coloca a Falun entre las minas más importantes en la región de Bergslagen y en todo Suecia.

## Museo
En 1922 el antiguo edificio administrativo (en sueco Stora Gruvstugan) que había sido construido en la década de 1770 se convirtió en el Museo de la minería. En 1966 dicho edificio tuvo que ser demolido por una ampliación de la mina y se realizó una copia que es la que sigue hasta el momento. Cuando el conjunto fue declarado Patrimonio de la Humanidad fue relevante la existencia de museos en la zona, incluido este.
El museo cuenta con alrededor de 100 000 visitantes al año. Se muestra la historia de la minería de cobre en la Gran Montaña a través de los siglos, incluyendo la extracción de minerales, los modelos de máquinas, herramientas y la gente de la mina. También tiene una gran colección de retratos, a partir del siglo XVII, de las personas significativas de la mina.

## Patrimonio de la Humanidad
En 2001, la Gran Montaña de Cobre de Falun fue declarada Patrimonio de la Humanidad por la Unesco. Además de la propia mina, el área de Patrimonio de la Humanidad abarca también la ciudad planificada de Falun, fundada en el siglo XVII, incluidas las zonas residenciales rurales del siglo XVII, vestigios industriales y domésticos de los poblamientos diseminados en gran parte de la región de Dalecarlia. Durante siglos esta área fue una de las más importantes zonas mineras del mundo.